# 帕普皮尼斯塞里
帕普皮尼斯塞里（Pappinisseri），是印度喀拉拉邦Kannur县的一个城镇。总人口33266（2001年）。

## 人口
该地2001年总人口33266人，其中男性15916人，女性17350人；0—6岁人口3935人，其中男2017人，女1918人；识字率82.56%，其中男性为85.30%，女性为80.03%。